# محمود جعفر الجلبي
محمود جعفر الجلبي من مواليد مدينة الكاظمية في بغداد عام 1918م، ولقد انهى دراسته الاعدادية في المدرسة الغربية في بغداد وتتلمذ على يد الاستاذ مصطفى جواد، ومن ثم عمل مدرسا للرياضيات في مديرية المعارف (وزارة التربية حاليا) في عام 1936.

## حياته العسكرية ونضاله
- دخل الجلبي الكلية العسكرية في عام 1939 في الدورة (18) وتخرج فيها عام 1941.
- اشترك في ثورة رشيد عالي الكيلاني عام 1941، ومن ثم في حرب فلسطين 1948 ضمن فوج الزعيم عبد الكريم قاسم.
- انتمى لحركة الضباط الأحرار ضمن التنظيمات الأولية لكن لم يذكر اسمه في أكثر المدونات عن حركة الضباط الأحرار بسبب هوية الكتاب وانتمائهم الحزبي.

- اشترك في ثورة 14 تموز 1958 وكان موجودا في وزارة الدفاع، وفي نفس اليوم نُسب إلى عضوية اللجنة الخاصة بجرد أموال العائلة المالكة.

## محكمة الشعب
ولثقة حكومة الثورة به اختير عضوا في المحكمة العسكرية العليا الخاصة (محكمة الشعب) في عام 1959.

## إحالته على التقاعد واعتقاله
أحيل على التقاعد بعد حركة 8 شباط 1963 وظهر اسمه ضمن البيانات الأولى في انقلاب 8 شباط، واعتقل وزج به في السجون (سجن رقم (1) الذي عذب فيه بأنواع التعذيب على يد الرائد حازم الأحمر، سجن بعقوبة، ومن ثم أعيد إلى سجن رقم (1) مرة ثانية ومنه نقل إلى سجن نقرة السلمان بواسطة قطار الموت).

## معارضته لحكم حزب البعث
كان معارضا لنظام حزب البعث منذ حركة 8 شباط 1963 وحتى انتهائه في عام 2003، وكان عميد أسرة آل الجلبي للفترة من 2001 وحتى وفاته.

## وفاته
توفي في يوم الخميس 4 رمضان 1429 / 4 أيلول 2008م.